# Second Division 1893-1894
La Second Division 1893-1894 fu il secondo campionato avente questa dicitura, e vide la vittoria del Liverpool.
Frank Mobley (Small Heath) fu il miglior marcatore del torneo con 23 gol.

## Squadre partecipanti
La Lega accettò 5 nuove iscrizioni, due per rimpiazzare club dimessisi e tre per allargamento dei quadri; tra le nuove società, due avranno un futuro di grande successo: il Liverpool e l'Arsenal FC.
- Ardwick
- Burslem Port Vale
- Burton Swifts
- Crewe Alexandra
- Grimsby Town
- Lincoln City
- Liverpool (neoeletto)
- Middlesbrough Ironopolis (neoeletto)

- Newcastle Utd (neoeletto)
- Northwich Victoria
- Notts County
- Rotherham Town (neoeletto)
- Small Heath
- Walsall Town Swifts
- Woolwich Arsenal (neoeletto)

## Classifica finale
|  | Pos. | Squadra                  | Pti | G  | V  | N | P  | GF  | GS | Med   |
|  | ---- | ------------------------ | --- | -- | -- | - | -- | --- | -- | ----- |
|  | 1.   | Liverpool                | 50  | 28 | 22 | 6 | 0  | 77  | 18 | 4,278 |
|  | 2.   | Small Heath              | 42  | 28 | 21 | 0 | 7  | 103 | 44 | 2,341 |
|  | 3.   | Notts County             | 39  | 28 | 18 | 3 | 7  | 70  | 31 | 2,258 |
|  | 4.   | Newcastle Utd            | 36  | 28 | 15 | 6 | 7  | 66  | 39 | 1,692 |
|  | 5.   | Grimsby Town             | 32  | 28 | 15 | 2 | 11 | 71  | 58 | 1,224 |
|  | 6.   | Burton Swifts            | 31  | 28 | 14 | 3 | 11 | 79  | 61 | 1,295 |
|  | 7.   | Burslem Port Vale        | 30  | 28 | 13 | 4 | 11 | 66  | 64 | 1,031 |
|  | 8.   | Lincoln City             | 28  | 28 | 11 | 6 | 11 | 59  | 58 | 1,017 |
|  | 9.   | Woolwich Arsenal         | 28  | 28 | 12 | 4 | 12 | 52  | 55 | 0,945 |
|  | 10.  | Walsall Town Swifts      | 23  | 28 | 10 | 3 | 15 | 51  | 61 | 0,836 |
|  | 11.  | Middlesbrough Ironopolis | 20  | 28 | 8  | 4 | 16 | 37  | 72 | 0,514 |
|  | 12.  | Crewe Alexandra          | 19  | 28 | 6  | 7 | 15 | 42  | 73 | 0,575 |
|  | 13.  | Ardwick                  | 18  | 28 | 8  | 2 | 18 | 47  | 71 | 0,662 |
|  | 14.  | Rotherham Town           | 15  | 28 | 6  | 3 | 19 | 44  | 91 | 0,484 |
|  | 15.  | Northwich Victoria       | 9   | 28 | 3  | 3 | 22 | 30  | 98 | 0,306 |

## Play-off
- La 14ª squadra classificata della First Division (Preston North End) affrontò la terza classificata.
- La 15ª squadra classificata della First Division (Darwen) affrontò la seconda classificata.
- La 16ª squadra classificata della First Division (Newton Heath) affrontò la prima classificata.

|                   | Risultati |              | Luogo e data                   |  |
| ----------------- | --------- | ------------ | ------------------------------ |  |
| Liverpool         | 2 - 0     | Newton Heath | Blackburn, 28 aprile 1894      |  |
| Small Heath       | 3 - 1     | Darwen       | Stoke on Trent, 28 aprile 1894 |  |
| Preston North End | 4 - 0     | Notts County | Sheffield, 28 aprile 1894      |  |
|                   |           |              |                                |  |

## Verdetti
- Liverpool, Small Heath e Notts County disputarono il play-off con le ultime tre classificate della First Division.
- Liverpool e Small Heath superarono i play-off e furono promosse in First Division 1894-1895.
- Middlesbrough Ironopolis e Northwich Victoria rinunciarono a disputare il campionato all'inizio della stagione successiva.

## Tabellone
|                          | ARD  | BPV  | BRS  | CRE  | GRI  | LIN  | LIV  | MID  | NEW  | NOR  | NTC  | ROT  | SMH  | WAL  | WOO  |
| ------------------------ | ---- | ---- | ---- | ---- | ---- | ---- | ---- | ---- | ---- | ---- | ---- | ---- | ---- | ---- | ---- |
| Ardwick                  | –––– | 8–1  | 1–4  | 1–2  | 4–1  | 0–1  | 0–1  | 6–1  | 2–3  | 4–2  | 0–0  | 3–2  | 0–1  | 3–0  | 0–1  |
| Burslem Port Vale        | 4–2  | –––– | 3–1  | 4–2  | 6–1  | 5–3  | 2–2  | 4–0  | 1–1  | 3–2  | 1–0  | 2–3  | 5–0  | 1–2  | 2–1  |
| Burton Swifts            | 5–0  | 5–3  | –––– | 6–1  | 0–3  | 1–3  | 1–1  | 7–0  | 3–1  | 6–2  | 0–2  | 4–1  | 0–2  | 8–5  | 6–2  |
| Crewe Alexandra          | 1–1  | 1–1  | 1–2  | –––– | 3–3  | 1–1  | 0–5  | 5–0  | 1–1  | 3–0  | 0–2  | 2–0  | 3–5  | 1–1  | 0–0  |
| Grimsby Town             | 5–0  | 4–0  | 2–1  | 3–2  | –––– | 2–4  | 0–1  | 2–1  | 0–0  | 7–0  | 5–2  | 7–1  | 2–1  | 5–2  | 3–1  |
| Lincoln City             | 6–0  | 2–2  | 1–1  | 6–1  | 1–2  | –––– | 1–1  | 2–3  | 2–1  | 4–1  | 0–2  | 1–1  | 2–5  | 0–2  | 3–0  |
| Liverpool                | 3–0  | 2–1  | 3–1  | 2–0  | 2–0  | 4–0  | –––– | 6–0  | 5–1  | 4–0  | 2–1  | 5–1  | 3–1  | 3–0  | 2–0  |
| Middlesbrough Ironopolis | 2-0  | 3-1  | 2–1  | 2–0  | 2–6  | 0–0  | 0–2  | –––– | 1–1  | 2–1  | 0–0  | 6–1  | 3–0  | 1–1  | 3–6  |
| Newcastle United         | 2–1  | 2–1  | 4–1  | 2–1  | 4–1  | 5–1  | 0–0  | 7–2  | –––– | 3–0  | 3–0  | 4–0  | 0–2  | 2–0  | 6–0  |
| Northwich Victoria       | 1–4  | 1–5  | 1–1  | 1–2  | 0–1  | 0–3  | 2–3  | 2–1  | 5–3  | –––– | 0–1  | 1–1  | 0–7  | 1–0  | 2–2  |
| Notts County             | 5–0  | 6–1  | 6–2  | 9–1  | 3–0  | 1–2  | 1–1  | 3–0  | 3–1  | 6–1  | –––– | 4–2  | 3–1  | 2–0  | 3–2  |
| Rotherham Town           | 1–3  | 0–1  | 2–5  | 1–4  | 4–3  | 2–8  | 1–4  | 4–1  | 2–1  | 5–4  | 0–2  | –––– | 2–3  | 3–2  | 1–1  |
| Small Heath              | 10–2 | 6–0  | 6–1  | 6–1  | 5–2  | 6–0  | 3–4  | 2–1  | 1–4  | 8–0  | 3–0  | 4–3  | –––– | 4–0  | 4–1  |
| Walsall Town Swifts      | 5–2  | 0–5  | 3–4  | 5–1  | 5–0  | 5–2  | 1–1  | 1–0  | 1–2  | 3–0  | 2–1  | 3–0  | 1–3  | –––– | 1–2  |
| Woolwich Arsenal         | 1–0  | 4–1  | 0–2  | 3–2  | 3–1  | 4–0  | 0–5  | 1–0  | 2–2  | 6–0  | 1–2  | 3–0  | 1–4  | 4–0  | –––– |